# カグー
カグー (学名：Rhynochetos jubatus) は、鳥綱ジャノメドリ目カグー科カグー属に分類される鳥類。本種のみでカグー科カグー属を構成する（単型）。別名カンムリサギモドキ。

## 分布
ニューカレドニア

## 形態
全長55センチメートル。頭部から後方へ、羽毛が伸長（冠羽）する。種小名jubatusは「鬣のある」の意。全身は明灰色で、背は褐色を帯びる。翼には黒、白、褐色の斑紋が入る。
虹彩は赤い。鼻孔は、角質状の覆いで保護されている。嘴や後肢は、頑丈で長い。嘴は、下方へ湾曲する。趾は小型で、趾の間には水かきがない。嘴や後肢の色彩は赤い。
卵は長径6.2センチメートル、短径4.5センチメートル。殻は淡褐色で、暗褐色や灰色の斑紋が入る。雛の綿羽は褐色で、黄色い斑紋が入る。幼鳥は、全身が褐色みを帯びる。

## 生態
標高1,400メートル以下にある、森林に生息する。地表棲で、飛翔することはできない。夜行性や半夜行性と考えられているが、抱卵期を除いて昼間の方が活動するという報告もある。名前は生息地での呼称で、鳴き声に由来する。外敵に襲われると、冠羽を逆立たり翼を広げて威嚇する。
昆虫、ミミズ、陸棲の巻貝Placostylus bavayiなどを食べる。足踏みをして獲物を探し、地中にいる獲物は嘴で掘りだして食べる。

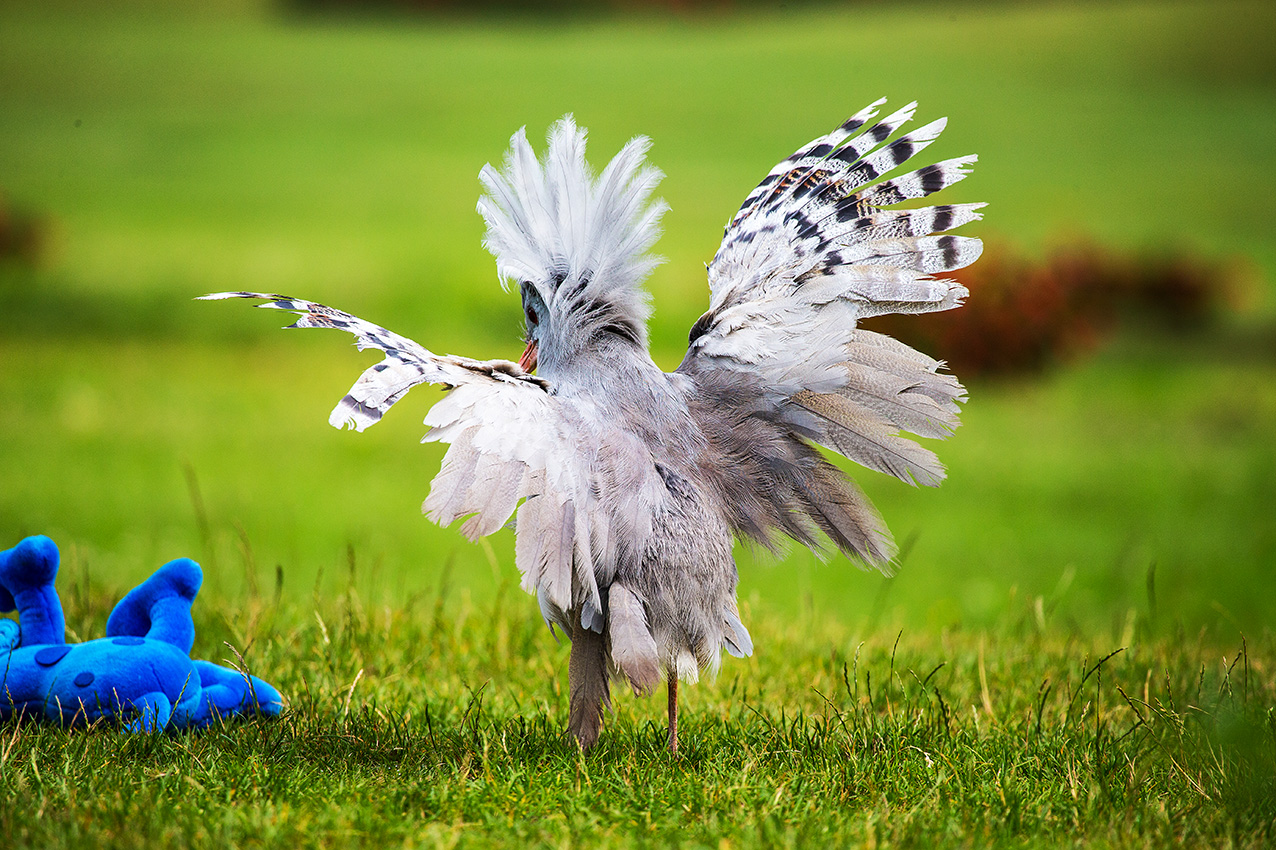
冠羽を逆立てるカグー

繁殖様式は卵生。繁殖期になると雌雄が向かい合って冠羽を逆立てたり翼を広げ、相手の周囲を徘徊するなどして求愛する。繁殖期の夜間や薄明時にオスが鳴いた後に、メスが鳴くことを数回繰り返し10分以上鳴き交わすこともある。地面の窪みに葉や枝を敷いた巣を作り、5 - 12月に1回に1個の卵を産む。雌雄交代で、抱卵・育雛を行う。抱卵期間は35 - 40日。雛は孵化してから3日で巣から離れる。孵化してから、3 - 4か月で独立する。

## 人間との関係
羽毛が装飾品として利用される事もあった。
ニューカレドニアの国鳥である。
森林伐採や鉱業開発などによる生息地の破壊や、人為的に移入されたイヌ・ネコ・ブタなどによる捕食などにより生息数は減少している。特にイヌによる捕食は脅威とされており、一例として1993年には発信機をとりつけた個体21羽のうち17羽がイヌに殺されている。人為的に移入されたルサジカRusa timorensisによる植生の変化や、感染症による影響も懸念されている。野生個体の生態調査、飼育下繁殖個体の放鳥などの対策が進められている。1975年のワシントン条約発効時から、ワシントン条約附属書Iに掲載されている。1991年における生息数は、654羽以上と推定されている。
2019年現在、日本の動物園で飼育展示されているのは横浜市野毛山動物園でのオス2羽のみである。